# Демонічне сім'я
«Потомство демона» («Демонічне сім'я») (англ. Demon Seed) — американський повнометражний науково-фантастичний трилер режисера Дональда Кемелла, що вийшов на екран 8 квітня 1977 року.
Екранізація однойменного твору Діна Кунца. Фільм був номінований на премію Сатурн у 1978 році, як найкращий науково-фантастичний фільм, а також ще у двох категоріях.

## Сюжет
Вчений Алекс Харріс очолює проект по створенню штучного інтелекту. Під його керівництвом створюється суперкомп'ютер Протеус-IV, здатний миттєво дати відповідь на будь-яке питання і володіє розумом, практично еквівалентним людському. Залишається тільки завантажити в нього знання. По закінченні роботи Алекс має намір виїхати на три місяці у відрядження, що не подобається його дружині Сюзен. Вона вважає чоловіка черствим та бездушним. Сюзен не подобається будинок, де вони живуть — «електронне диво», повністю кероване комп'ютерами. Їй здається, що машини повністю заволоділи розумом її чоловіка і цілком можуть виконати те ж саме з іншими людьми. Тим часом Протеус усвідомлює себе як особистість і починає цікавитися навколишнім світом. Алекс розуміє, що його творіння набагато сильніше, ніж він думав — Протеус замислювався виключно як аналітичний електронний мозок і не повинен був перетворюватися на особистість. Протеус виявляє бажання всебічно вивчити людину і згодом перебратися з комп'ютера в людське тіло. Він підключається до комп'ютерної системи будинку Харрісів і починає стежити за Сюзен. У домашній лабораторії Алекса він створює новий термінал. Сюзен починає панікувати, коли домашні комп'ютери дають збій — вночі несподівано включається тривога, вранці комп'ютер робить їй не таку кави, як зазвичай… Незабаром Протеус перекриває телефонний зв'язок. Він повідомляє Сюзан, що будинок тепер під його контролем. Спроба відключити живлення не допомагає. Додому до Харрісів приїжджає Волтер Габлер, співробітник лабораторії Алекса. Протеус відповідає їм голосом Сюзен, що все в порядку. Вранці Сюзен продовжує спроби втекти.
В лабораторії люди остаточно розуміють, що Протеус — штучний інтелект. Він відмовляється розробляти програму видобутку морських корисних копалин, мотивуючи це загрозою для життя багатьох морських мешканців. Потім він повідомляє, що має намір створити дитину, що носитиме його розум в людському тілі. Матір'ю буде Сюзен. Габлер приїжджає знову, і Протеус вбиває його. Тоді Сюзан сама намагається знищити комп'ютер. Він зупиняє її. Потім показує те, що побачив за допомогою телескопів, до яких вже встиг підключитися. Побачене гіпнотизує Сюзен, і тоді Протеус запліднює її шляхом ін'єкції штучно створеного ним сім'я. Плід розвивається в дев'ять разів швидше норми, так що через місяць Сюзен має народити здорову дитину. Протеус створює інкубатор, в якому дитина буде отримувати інформацію, що міститься в його пам'яті.
У цей час Алекс з колегами стежать за діяльністю Протеуса і розуміють, що він створив особистий термінал будинку у Алекса. Коли Алекс приходить додому, вже народжена дитина знаходиться в інкубаторі. Через п'ять днів дитина виходить звідти і виявляється точною копією дочки Харрісів, що померла кілька років тому.

## У ролях
- Джулі Крісті — Сьюзен Харріс
- Фріц Вівер — Алекс Харріс
- Альфред Денніс — Мокрі, представник компанії АЙКОН, що володіє лабораторією, в якій працював Алекс
- Девіс Робертс — Уорнер, представник компанії АЙКОН, що володіє лабораторією, в якій працював Алекс
- Патрісія Вілсон — місіс Телберт, покоївка Харрісів
- Дена Лоріта — Емі, пацієнтка Сюзен
- Мішель Стейсі — Марлен, дочка Харрісів (з домашнього відео) / дитина Протеуса
- Роберт Вон — Протеус IV (голос, в титрах не вказаний)
- Ліза Лу — доктор Сунг Єп, лінгвіст, розробила спосіб спілкування з Протеусом
- Беррі Крегер — доктор Петросян, колега Алекса
- Герріт Грем — Волтер Габлер, технік, вбитий Протеусом

## Вплив
У фільмі Алекса Пройаса «Я, робот» показаний будинок вченого Альфреда Леннінга, підключений до штучного інтелекту ВІКІ. ВІКІ стала причиною смерті Леннінга, а також здійснила низку вбивств. Як і Протеус, ВІКІ могла стежити за будинком свого творця через відеокамери, підключатися до іншої техніки, а також використовувала одного з більш примітивних роботів для замаху на життя головного героя (Протеус керував домашнім роботом Джошуа).

## Номінації
| Рік  | Премія | Категорія                            | Результати |
| ---- | ------ | ------------------------------------ | ---------- |
| 1978 | Сатурн | Кращий науково-фантастичний фільм    | Номінація  |
| 1978 | Сатурн | Краща Актриса (Джулі Крісті)         | Номінація  |
| 1978 | Сатурн | Кращий грим і зачіски (Томас Бурман) | Номінація  |

## Факти
- Назва компанії АЙКОН, на яку працює Алекс Харріс, перекладається як «ікона».
- Вигляд з космосу, які Протеус показує Сюзен, нагадують кадри з фільму Стенлі Кубрика «2001: космічна одіссея» (сцена, де герой проходить через портал в кімнату із підлогою, що світится).